# Gerichtsbezirk Gonobitz
Der Gerichtsbezirk Gonobitz (slowenisch: sodni okraj Konjice) war ein dem Bezirksgericht Gonobitz unterstehender Gerichtsbezirk im österreichischen Kronland Steiermark. Er umfasste zunächst Teile des politischen Bezirks Cilli (Celje) und wurde 1903 abgetrennt um den gleichnamigen Bezirk Gonobitz zu bilden. 1919 wurde der Gerichtsbezirk dem Staat Jugoslawien zugeschlagen.

## Geschichte
Der Gerichtsbezirk Gonobitz wurde durch eine 1849 beschlossene Kundmachung der Landes-Gerichts-Einführungs-Kommission als Gerichtsbezirk Gonobitz geschaffen und umfasste ursprünglich die 30 Gemeinden Augenbachdorf, Feistenberg, Gonobitz Markt, Gonobitzdorf, Heil. Geist, Kosiak, Koth, Lubnitzen, Oberlasche, Oplonitz, Paak,  Padeschberg,  Plankenstein, Preloge, Rötschach, Seitzdorf, Skomern, St. Bartholomä, St. Egydi, St. Kunegund, St. Ursula, Stranitzen, Tepinadorf, Unterdollitsch, Unter-Gruschoje, Verholle, Weitenstein, Wesowitza, Wösina und Wresen.
Der Gerichtsbezirk Gonobitz bildete im Zuge der Trennung der politischen von der judikativen Verwaltung
ab 1868 gemeinsam mit den Gerichtsbezirken Cilli, Sankt Marein bei Erlachstein, Franz, Oberburg und Tüffer den Bezirk Cilli.
Der Gerichtsbezirk Gonobitz diente zunächst als Politische Expositur des Bezirkes Cilli. Am 31. August 1903 erhob Kaiser Franz Joseph I. die politische Expositur zu einem eigenständigen Bezirk, wodurch die Politische Expositur per 30. September 1903 ihre Tätigkeit einstellte und die Bezirkshauptmannschaft Gonobitz ihren Dienst aufnahm. Der Gerichtsbezirk Gonobitz war damit ab dem 1. Oktober 1903 deckungsgleich mit dem Bezirk Gonobitz.
Der Gerichtsbezirk Gonobitz wies 1890 eine anwesende Bevölkerung von 22.659 Personen auf, wobei 20.978 Menschen Slowenisch und 1.581 Menschen Deutsch als Umgangssprache angaben.
1910 wurden für den Gerichtsbezirk bzw. Bezirk Gonobitz 22.137 Personen ausgewiesen, von denen 19.889 Slowenisch (89,8 %) und 2.130 Deutsch (9,6 %) sprachen.
Durch die Grenzbestimmungen des am 10. September 1919 abgeschlossenen Vertrages von Saint-Germain wurde der Gerichtsbezirk Gonobitz zur Gänze dem Königreich Jugoslawien zugeschlagen.

## Gerichtssprengel
Der Gerichtssprengel bzw. Bezirk Gonobitz umfasste im Jahr 1910 kurz vor seiner Auflösung die 27 Gemeinden Bezina (Wesina), Bezovica (Wesowitza), Brezen (Gemeinde Vitanje) (Wresen), Grušovje (Gruschoje), Konjiška Okolica (Gonobitz Umgebung), Konjice Trg (Gonobitz Markt), Kot (Koth), Laže (Lasche), Ljubnica (Gemeinde Vitanje) (Lubnitzen), Loče (Heiligengeist in Lotsche), Okoško (Augenbach), Oplotnica (Oplotnitz), Paka (Paak), Padeški Vrh (Gemeinde Zreče) (Padeschberg), Skomarje (Skommern), Stranice (Gemeinde Zreče) (Stranitzen), Spodnji Dolič (Gemeinde Vitanje) (Unterdollitsch), Sveta Kuniguna na Pohorji (Sankt Kunigund am Bachern), Sveti Jernej (Sankt Bartholomä), Tepanje (Gemeinde Slovenske Konjice) (Tepina), Tolsti Vrh (Feistenberg), Vitanje (Weitenstein), Zbelovo (Plankenstein), Zreče (Retschach) und Žiče (Seitzdorf).